# Spermacoce breviflora
Spermacoce breviflora är en måreväxtart som beskrevs av Ferdinand von Mueller och George Bentham. Spermacoce breviflora ingår i släktet Spermacoce och familjen måreväxter. Inga underarter finns listade i Catalogue of Life.